# MSN Explorer
MSN Explorer fue un navegador web, desarrollado por Microsoft, que integra las funcionalidades MSN y Windows Live tales como Windows Live Hotmail y Windows Live Messenger con el navegador web. Para hacer uso de estos servicios, se requiere un Windows Live ID (anteriormente conocido como Microsoft Passport o .NET Passport). MSN Explorer es esencialmente una versión más atractiva de Internet Explorer y que podría denominarse un Shell de Internet Explorer

## Historia
La versión 6 de MSN Explorer está integrada en Windows XP. La versión 7 fue lanzada al mismo tiempo en Windows XP. MSN 8 y 9 se lanzaron en 2002 y 2004 respectivamente.
Desarrollo de la versión gratuita de MSN Explorer se detuvo en favor de una versión solo está disponible con acceso A Internet de MSN, aunque la última versión gratuita (versión 7) para aquellos sin un proveedor de servicios de MSN está todavía disponible
De la versión 9, los usuarios debían pagar y suscribirse para utilizar MSN Explorer. También requiere que un usuario tenga un Windows Live ID, aunque según la versión puede o no requiera una suscripción a otros servicios de MSN. La interfaz también incluye muchos animaciones Flash. Las versiones más reciente 9.5 son compatibles con Windows Vista. La versión 9.6 fue lanzado en junio de 2008 e incluye las revisiones necesarias para una tecnología más reciente de sincronización de buzón y para reemplazar las opciones de MSN Parental Controls con el nuevo Windows Live Family Safety.

### Sincronización de Hotmail
MSN Explorer, hasta la migración de Hotmail a la marca de Windows Live, también proporciona una interfaz de usuario para navegar por la bandeja de correo electrónico @msn.com y las carpetas, también conocido como "MSN Mail". La interfaz de usuario, como las demás características de la interfaz de usuario de MSN Explorer, utiliza animaciones relativamente Responsivo que no se convierta en algo habitual hasta AJAX se convirtió en una característica normal en interfaces de usuario de webmail. MSN Mail solo estaba disponible para los usuarios que pagan.

## Características
- Favoritos
- Windows Live Hotmail
- Calendario
- Windows Live Agenda
- Windows Live Messenger
- MSN Photos
- Windows Live Spaces
- MSN Encarta
- MSN Entertainment
- MSN Money
- MSN Shopping
- Administrador de descargas
- Windows Live Search